# Christine Lechner

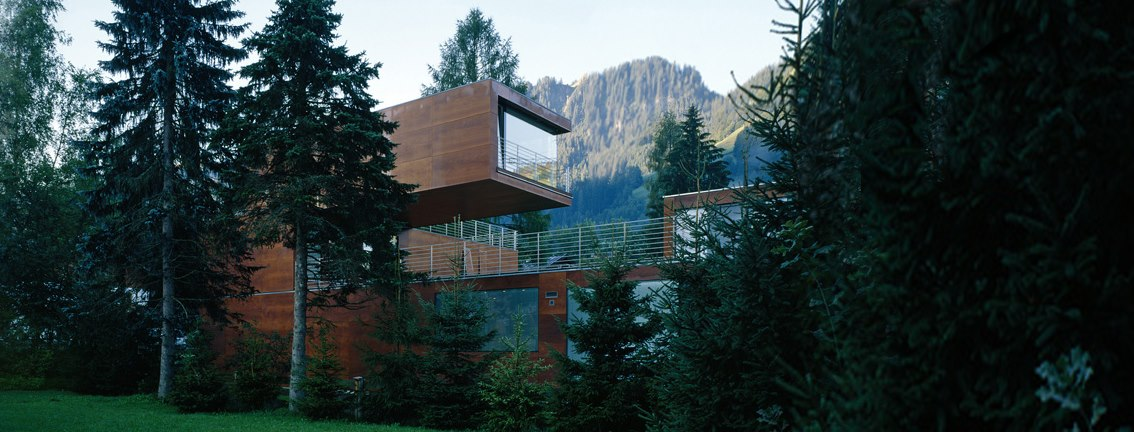
Casa en Kitzbühel, Austria

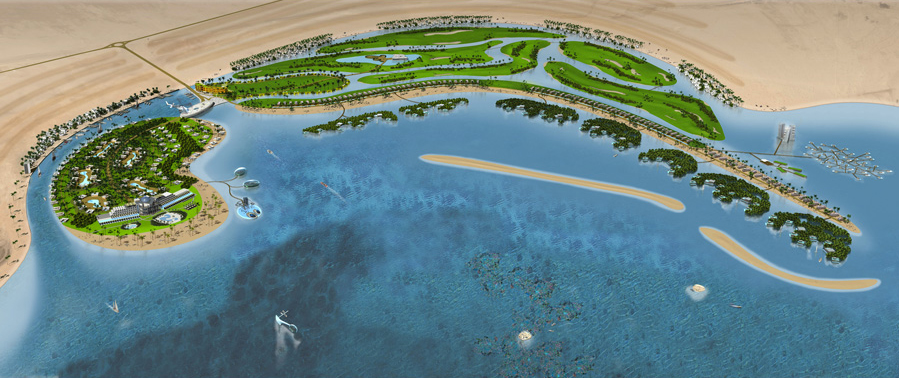
Lechner-Lechner-Schallhammer: Proyecto en Abu Dhabi, VAE

Christine Lechner (* 27 de octubre de 1960  Salzburgo, Austria) arquitecta austriaca.

## Historia
Christine Lechner estudió de 1979 hasta 1984 arquitectura de interior, después arquitectura, en Linz, Austria en la Universidad de Elementos Constructivos de Friedrich Goffitzer. Christine Lechner terminó con su estudio en 1990 en Linz con el grado académico de „Magistra artium et architecturae“ (Mag art. et arch.). Durante su estudio trabajo Christine en diferentes oficinas, hasta que en 1982 fundó en Salzburgo, con su colega universitario Horst Lechner, una oficina de arquitectura (Lechner & Lechner). Desde el año 2000 ha colaborado con Johannes Schallhammer en algunos proyectos.
Al mismo tiempo realizaron y diseñaron proyectos en tanto Austria como en Alemania. De 1996 hasta 1997 diseñaron proyectos en Corea del Sur, del 2006 hasta el 2009 fundaron junto a Johannes Schallhammer el grupo “Team Lechner Lechner Schallhammer” y diseñaron proyectos de Hoteles en Dubái y Abu Dhabi en los Emiratos Árabes Unidos. Christine Lechner estaba provisionalmente en la Universidad Noruega de Ciencia y Tecnología en Trondheim como invitada de la Academia Internacional de Verano en Salzburgo y el ETH de Zúrich, donde trabajó como crítico de visita.
Otro proyecto realizado con Horst Lechner fue la casa,  actualmente habitada, “Atelierhaus Lechner”. Esta ganó en el 2010 el premio de arquitectura de Salzburgo (“Salzburger Architekturpreis”). En el 2012, es parte del jurado del Premio de Arquitectura de Salzburgo.
Christine Lechner estuvo casada desde 1987 con su colega universitario, el arquitecto Horst Lechner hasta la muerte de este en 2014.

## Proyectos realizados en Austria (Selección)
- Casa del Atrio en Kuchl – madera purista (1993)
- Los muebles en el paisaje(“Möbel in der Landschaft”) – edificio de tres pisos de madera en el Rif (1999)
- “over the roofs” en Salzburgo (2005)
- Construcción Alpine en Kitzbühel (2005)
- Asilo Hellbrunn en Salzburgo (2007, Convención Lechner Lechner Schallhammer)
- Casa de Atención en Salzburgo (2010, Convención Lechner Lechner Schallhammer)
- Complejo residencial de la calle Aglassinger en Salzburgo  (2010, Convención Lechner Lechner Schallhammer)
- Casa y taller Lechner (2011)

## Condecoraciones
- Premio de la arquitectura de Salzburgo "Architekturpreis des Landes Salzburg" 2010[3][4]
- Premio de la arquitectura 2008 del “Reineres Sriftung”
- 2 Premios de la energía, Salzburgo 2004
- Premio de la arquitectura de Salzburgo (Reconocimiento) 2000
- Premio de la arquitectura 2000/2001 del “Reines Stiftung”, construcción con madera, construcción para el futuro
- Condecoración “Haus der Zukunft” (casa del futuro), en la categoría del concurso “Premio extraordinario del trabajo pionero en edificios residenciales, de oficinas comerciales y de otro tipo en Austria" por el Ministerio Federal de Transporte, Innovación y Tecnología, 2000
- Condecoración en el concurso de la arquitectura „Architektur & Solarenergie“ (arquitectura y energía solar) de la compañía alemana de la energía solar, en el 2000
- Korea Institute of Industrial Design 1995 Certificate of Appreciation of the international cooperation project for development of industrial design and packaging technique.

## Conferencias
- Universidad Noruega de Ciencia y Tecnología / Trondheim (Noruega)
- Invitada como crítica en el Departamento de Urbanismo ETH de Zúrich (Suiza)
- Invitada como crítica en la Academia Internacional de Verano en Salzburgo (Austria)
- Universidad de Innsbruck (Austria)
- Universidad Técnica de Viena (Technische Universität Wien)(Austria)[4]
- Turn on Architecture Festival, ORF de Viena (Austria)[5]
- Autosuficiencia de energía en oficinas y edificios residenciales, Arquitectura iniciativa (Austria)[6]